# Les Figures de l'ombre (roman)
Pour l’article homonyme, voir Les Figures de l'ombre.
Les Figures de l'ombre (en anglais : Hidden Figures: The American Dream and the Untold Story of the Black Women Who Helped Win the Space Race) est un roman non fictionnel (en anglais : Nonfiction book) écrit par Margot Lee Shetterly et publié en 2016, l'auteur ayant commencé à travailler sur son écriture en 2010.
L'histoire se déroule entre les années 1930 et 1960 et décrit les difficultés particulières que rencontraient, à cette époque, les femmes noires souhaitant travailler dans un domaine scientifique, le livre fournissant ainsi un éclairage sur une histoire méconnue de la NASA et de la conquête spatiale aux États-Unis.
Le livre suit la vie de Katherine Johnson, Dorothy Vaughan et Mary Jackson, trois mathématiciennes qui ont travaillé en tant que calculatrices humaines (en anglais : human computer - dénomination du poste à l'époque) au NACA qui deviendra par la suite la NASA, pendant la course à l'espace. Durant cette période, elles doivent surmonter la discrimination que subissent à la fois les femmes et les Afro-Américains. Le livre met également en lumière Christine Darden, qui a été la première femme afro-américaine à être promue au sein du Senior Executive Service (en) pour son travail de recherche sur le vol supersonique et les bangs soniques,.
Le livre se classe en première position sur la Lists of The New York Times Nonfiction Best Sellers (en) et reçoit le Prix Anisfield-Wolf dans la catégorie « Nonfiction » en 2017. Le livre est également adapté au cinéma dans le film du même nom, sorti en 2016 et nommé pour trois Oscars,. Il a reçu de nombreux autres prix.

## Sujet
Les Figures de l'ombre explore les biographies de quatre femmes afro-américaines ayant travaillé à la NASA en tant que calculatrices humaines chargées résoudre les problèmes mathématiques complexes pour des ingénieurs. Pendant les premières années de leur carrière, leur lieu de travail est soumis à la ségrégation raciale et les femmes sont cantonnées aux fonctions de calculatrices humaines,. Le père de l'auteure Margot Lee Shetterly, ancien chercheur et scientifique de la NASA, a travaillé avec de nombreux personnages principaux du livre.
L'auteure décrit comment ces femmes ont su surmonter la discrimination et la ségrégation raciale afin de devenir des éléments essentiels de l'histoire des mathématiques, des sciences et de l'ingénierie. L'une d'elles, Katherine Johnson, calcule ainsi les trajectoires des fusées pour les missions Mercury et Apollo. Elle réussit ainsi à « prendre les choses en main » en s'affirmant face sa hiérarchie. Lorsque ses capacités mathématiques furent reconnues, Katherine Johnson fut par la suite autorisée à participer à des réunions de la NASA qui étaient auparavant exclusivement réservées aux hommes,.

## Adaptation au cinéma
Le livre a été adapté au cinéma dans le film du même nom, écrit par Theodore Melfi et Allison Schroeder et réalisé par Theodore Melfi. Le film bénéficie également du concours de Pharell Williams qui est à la fois coproducteur et compositeur de la musique originale du film.
Le film sort le 25 décembre 2016 et obtient des commentaires positifs de la part des critiques. Il obtient également de nombreuses nominations et récompenses, dont une nomination pour le meilleur film à la 89e cérémonie des Oscars.
La distribution du film comprend notamment Taraji P. Henson, qui joue le rôle de la mathématicienne Katherine Johnson, Octavia Spencer qui joue le rôle de Dorothy Vaughan, une mathématicienne afro-américaine qui a travaillé pour la NASA en 1949, et Janelle Monáe qui joue le rôle de Mary Jackson, la première femme ingénieure afro-américaine à travailler pour la NASA. Le film a rapporté 231,3 millions de dollars pour un budget de 25 millions de dollars.
Bien que le film soit inspiré du livre, l'auteure Margot Lee Shetterly convient qu'il existe des différences entre les deux œuvres, et trouve cela compréhensible. La mathématicienne Christine Darden, présente dans le livre, est notamment absente de l'adaptation cinématographique.

« Pour le meilleur ou pour le pire, il y a l'histoire, il y a le livre et puis il y a le film. Les chronologies ont dû être confondues et [il y avait] des personnages composites, et pour la plupart des gens [qui ont vu le film] ont déjà pris cela comme un fait littéral. . . Vous pourriez avoir l'indication dans le film que ce sont les seules personnes qui faisaient ce travail, alors qu'en réalité nous savons qu'ils travaillaient en équipe et que ces équipes avaient d'autres équipes. Il y avait des sections, des succursales, des divisions, et elles montaient toutes jusqu'à un directeur. Il y avait tellement de gens nécessaires pour que cela se produise. . . Ce serait formidable que les gens comprennent qu'il y avait tellement plus de monde. Même si Katherine Johnson, dans ce rôle, était une héroïne, il y en avait tellement d'autres qui devaient faire d'autres types de tests et de vérifications pour que la mission [de Glenn] se concrétise. Mais je comprends que vous ne pouvez pas faire un film avec 300 personnages. Ce n'est tout simplement pas possible. »

— Margot Lee Shetterly

## Autres adaptations
En 2016, une édition pour jeunes lecteurs est publiée à destination des lecteurs âgés de 8 à 12 ans.
Un livre d'images intitulé Hidden Figures (en) sort en janvier 2018. Le livre est co-écrit par Margot Lee Shetterly à destination des enfants de quatre à huit ans.